# Vas-y Lapébie!
Vas-y Lapébie! ist ein dokumentarischer Kurzfilm des französischen Regisseurs Nicolas Philibert aus dem Jahr 1988.

## Handlung
Philibert porträtiert in dem Film den Radrennfahrer Roger Lapébie (1911–1996), der zum Zeitpunkt der Dreharbeiten der älteste noch lebende Gewinner der Tour de France war. Seit seinem Sieg 1937 waren 50 Jahre vergangen. Der Film zeigt, wie Lapébie immer noch jede Woche mehr als 300 Kilometer auf dem Fahrrad zurücklegt. In einer Szene erklärt er: „Ich liebe mein Fahrrad mehr als mich!“

## Quelle
- Programmheft DocLisboa 2004, S. 70